# رومن ژنووا
رومن ژنووا (انگلیسی: Romain Genevois؛ زادهٔ ۲۸ اکتبر ۱۹۸۷) بازیکن فوتبال اهل فرانسه است.
از باشگاه‌هایی که در آن بازی کرده‌است می‌توان به باشگاه فوتبال نیس اشاره کرد.
وی همچنین در تیم ملی فوتبال هائیتی بازی کرده‌است.